# Inaequalina
Inaequalina es un género de foraminífero bentónico de la familia Spiroloculinidae, de la superfamilia Milioloidea, del suborden Miliolina y del orden Miliolida. Su especie tipo es Spiroloculina inaequilateralis. Su rango cronoestratigráfico abarca desde el Mioceno hasta la Actualidad.

## Clasificación
Inaequalina incluye a las siguientes especies:
- Inaequalina affixa
- Inaequalina disparilis
- Inaequalina inaequilateralis
- Inaequalina jadwigae